# Colombier-Saugnieu
Colombier-Saugnieu – miejscowość i gmina we Francji, w regionie Owernia-Rodan-Alpy, w departamencie Rodan.
Według danych na rok 1990 gminę zamieszkiwały 1833 osoby, a gęstość zaludnienia wynosiła 66 osób/km² (wśród 2880 gmin regionu Rodan-Alpy Colombier-Saugnieu plasuje się na 472. miejscu pod względem liczby ludności, natomiast pod względem powierzchni na miejscu 268.).